# Caisse nationale de sécurité sociale (Tunisie)
Pour les articles homonymes, voir Caisse nationale de sécurité sociale.

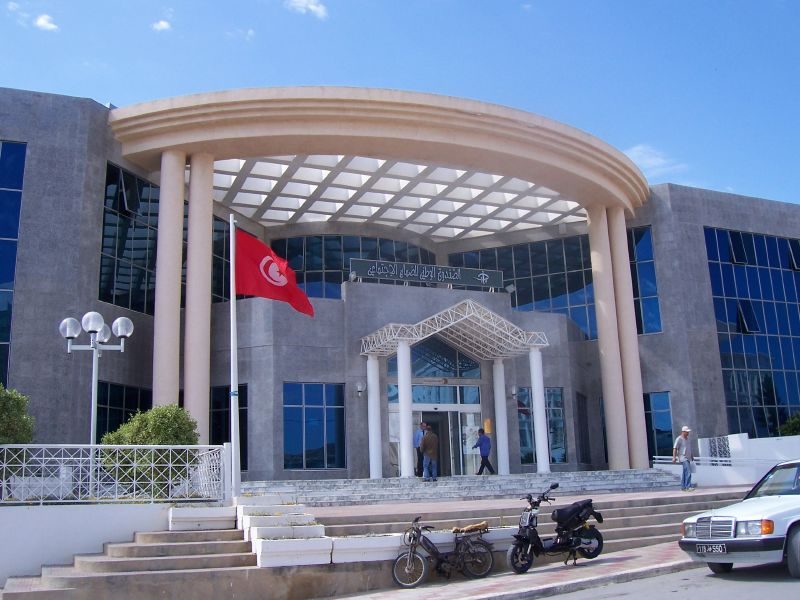
Siège de la Caisse nationale de sécurité sociale.

La Caisse nationale de sécurité sociale (CNSS) est une institution de sécurité sociale tunisienne instituée par la loi no 60-30 du 14 décembre 1960.
Elle succède à la Caisse centrale des prestations sociales créée à la fin 1958 et qui succède elle-même aux associations de droit privé créées à la suite du décret du 8 juin 1944 à savoir :
- la Caisse interprofessionnelle de compensation des allocations familiales en Tunisie ;
- la Caisse des allocations familiales dans les mines ;
- la Caisse sociale et de compensation du bâtiment, travaux publics, ports et docks.

## Régimes
Les bénéficiaires du régime des salariés non agricoles sont les salariés employés dans l'industrie, le commerce et les services ainsi que les pêcheurs travaillant sur des bateaux dont la jauge brute est supérieure à trente tonneaux. Ce régime s'applique aux pêcheurs depuis 1977. Le taux de cotisations est égal à 25,75 % et réparti comme suit :
- part patronale : 16,57 % (dont 0,5 % provenant du Fonds spécial de l'État) ;
- part salariale : 9,18 % ;
- accident de travail supporté par l'employeur et dont le taux est variable selon le secteur (proportionnel au risque d'un accident de travail) commençant à 0,4 %.

## Dettes
Le 24 avril 2017, le ministre des Affaires sociales, Mohamed Trabelsi, annonce que la dette de la sécurité sociale contractée auprès de la Caisse nationale d’assurance-maladie est estimée à plus de 1,7 milliard de dinar.

## Pertes
La CNSS réalise en 2022 un résultat net déficitaire de 951,5 millions de dinars. Ceci porte les pertes cumulées par la CNSS à plus de 4,4 milliards de dinars.